# Krach (singel)
Krach – utwór muzyczny polskiego zespołu 2 plus 1 z 1983 roku.

## Ogólne informacje
Piosenkę napisali Janusz Kruk (muzyka) i Andrzej Mogielnicki (słowa), a wyprodukował Sławomir Wesołowski we współpracy z Mariuszem Zabrodzkim. Jest ona utrzymana w stylu nowofalowym, a główny wokal obejmuje w niej Elżbieta Dmoch. Została wydana na singlu przez wytwórnię Tonpress w 1983 roku z utworem „XXI wiek (dla wszystkich nas)” na stronie B. Obie piosenki pochodziły z ósmej płyty 2 plus 1 pt. Bez limitu. Okładka singla prezentuje Dmoch palącą papierosa, a autorem fotografii jest Włodzimierz Ochnio.

## Lista ścieżek
- Singel 7"[1]

A. „Krach” – 4:00
B. „XXI wiek (dla wszystkich nas)” – 3:59

## Pozycje na listach przebojów
| Lista                       | Pozycja |
| --------------------------- | ------- |
| Non Stop (lista propozycji) | 6       |